# Montauk
Montauk (wym. [ˈmɒntɔːk]) – jednostka osadnicza w Stanach Zjednoczonych, w stanie Nowy Jork, w hrabstwie Suffolk, nad Oceanem Atlantyckim.